# Buró de confianza comercial
Un Buró de Confianza Comercial es un buró que surge de la necesidad creciente que los consumidores tienen para certificar que las empresas que ofertan bienes o servicios estén formalmente establecidas y cuenten con políticas de compra-venta respaldadas en la Ley y cuenten con programas de satisfacción al cliente.

## Historia
A partir del 2012 se ha presentado, principalmente en México, un creciente movimiento en las redes sociales y algunos sitios de Internet para denunciar las prácticas comerciales abusivas, la falta de atención al cliente y los casos de posibles fraudes detectados, sin suplir el trabajo que hacen organismos gubernamentales que existen para beneficio del consumidor como la Procuraduría Federal del Consumidor en el caso de México. También existen organismos privados de mediación de quejas al consumidor y de asistencia empresarial en prácticas de satisfacción del cliente como el Buró de Confianza Comercial.